# 송도 랜드마크시티 센트럴 더샵
송도 랜드마크시티 센트럴 더샵(영어: Songdo Landmark City The Sharp)은 대한민국 인천광역시 연수구 송도동 311에 입주한 초고층 아파트 단지이다. 2017년에 착공하여 2020년에 완공하였다.

## 같이 보기
- 인천광역시의 마천루 목록